# Shelburne (Massachusetts)
Shelburne és una població dels Estats Units a l'estat de Massachusetts. Segons el cens del 2000 tenia 2.058 habitants.

## Demografia
Segons el cens del 2000, Shelburne tenia 2.058 habitants, 834 habitatges, i 517 famílies. La densitat de població era de 34,2 habitants/km².
Dels 834 habitatges en un 27,6% hi vivien nens de menys de 18 anys, en un 50,2% hi vivien parelles casades, en un 7,4% dones solteres, i en un 37,9% no eren unitats familiars. En el 30,3% dels habitatges hi vivien persones soles el 13,8% de les quals corresponia a persones de 65 anys o més que vivien soles. El nombre mitjà de persones vivint en cada habitatge era de 2,31 i el nombre mitjà de persones que vivien en cada família era de 2,86.
Per edats la població es repartia de la següent manera: un 21,1% tenia menys de 18 anys, un 6,2% entre 18 i 24, un 23% entre 25 i 44, un 29,3% de 45 a 60 i un 20,5% 65 anys o més.
L'edat mediana era de 45 anys. Per cada 100 dones de 18 o més anys hi havia 84,9 homes.
La renda mediana per habitatge era de 42.054 $ i la renda mediana per família de 51.364$. Els homes tenien una renda mediana de 39.018 $ mentre que les dones 28.550$. La renda per capita de la població era de 20.329$. Entorn del 8,7% de les famílies i el 9,9% de la població estaven per davall del llindar de pobresa.